# 再见狂野之心
《再见狂野之心》是由瑞典游戏开发商Simogo开发，安纳布尔纳互动发布的一款音乐题材动作游戏。这款“流行音乐专辑电子游戏”讲述了一位心碎的女生游历超现实主义世界的经历。游戏每一关都配有一首歌，玩家伴随这首歌指引女生搜集心心，躲避障碍物，对抗敌人。游戏于2019年9月在PlayStation 4、任天堂Switch、macOS和iOS平台发行，2019年12月发行于Microsoft Windows，2020年2月发行于Xbox One。作品的画风、原声带和玩法均获得正面评价，获提名多个年终大奖。

## 游戏玩法

游戏的其中一个追车场面

《再见狂野之心》是一款分为23关的节奏游戏。每一关，玩家须控制主角伴随流行配乐自动穿行超现实主义的世界。每关的总体游戏机制均有所不同，但主要玩法都是玩家指导角色搜集关卡中的心心，赚取积分，同时躲避障碍物。部分关卡中，玩家需要伴随音乐节奏及时按下按键，让主角及时跳过或躲避障碍物。其他关卡则需要玩家移动鼠标光标，发射箭武器击败敌人，这个玩法和《Rez》类似。在这些关卡中，玩家会遇到各式各样的BOSS，须用不同的移动方法及即时反应的操作躲避攻击。玩家所搜集的心心与按下按键及躲避障碍物的时机，会影响每一关最后的金、银、铜评级。玩家撞到障碍物火敌人的投射物，会在检查点复活。如果玩家多次尝试仍未能通关，游戏会提供跳关的选项，但要消耗一定的积分。

## 剧情

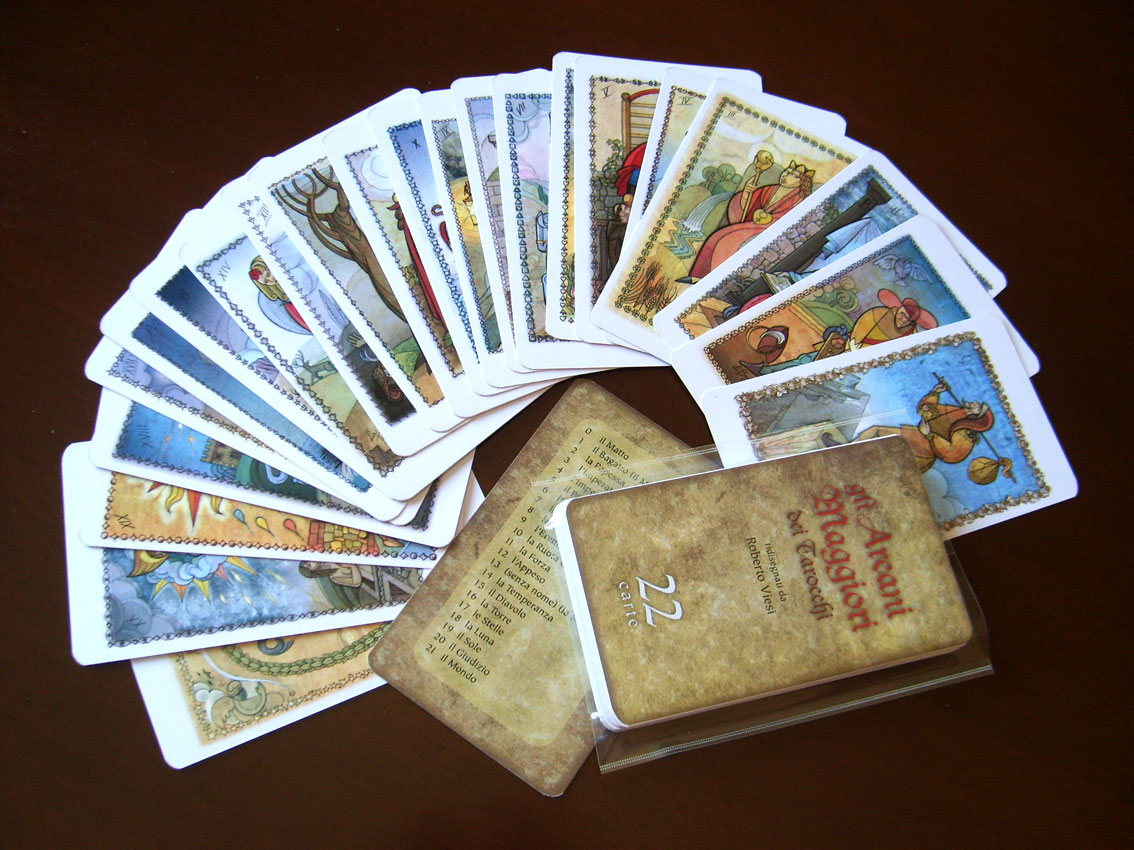
游戏剧情取材于塔罗牌的大阿尔克那。

有一个另类的世界，被塔罗牌的阿尔克那神（女祭司、圣职者和皇后）掌管，阿尔克纳魔小死神（死神）和她的盟友跳舞的恶魔（恶魔）、嚎叫之月（月亮）、立体声情人（情人）和隐者破坏了世界的和谐，把它藏在它们各自的心中。三位神圣的阿尔克纳赶在自己逝去前，用心心的碎片创造了一位女英雄。
时间来到近现代，女英雄幻化成蝴蝶，飞进了一位躺在床上、非常伤心的少女。蝴蝶把她带到一个另类的世界，给她一块长板，在空灵的高速公路上滑行。少女追着蝴蝶滑了一段路，终于抓到它，变成一位蒙面的女英雄（愚者）。
女主角摔进一条道路，掉进由紫色和粉红色构成的城市里。她召唤一辆摩托车（命運之輪），穿行在城市中。她穿梭于汽车、电车和大楼之间，遇到了蒙面三魔女“跳舞的恶魔”。双方在大街上来回交锋，便又骑上摩托车展开追逐。女主角追上前，将她们一个个打败，向她们要回心心。之后，女主角来到一处阴森的森林，在白鹿（皇帝）的帮助下，找到了驻扎在深林中的“嚎叫之月”，四位戴着狼头面具的女性。双方展开追逐，嚎叫之月沿路召唤大批狼群，女主角则给摩托车配上两挺自动机关枪（正义和审判）。面具四人组跳进一头大型机械犬机甲，触发一场战斗，女主角摧毁了他们的机甲，要回四人的心心。
女主角来到一处高塔（塔），爬到了上面的浮动城市。她遇到一位拿着剑蒙着面的敌人（力量），这个人会变成孪生姐妹“立体声爱神”。两个人每隔几秒钟就会扳个响指，将世界转换成另一个样子，但女主角也学会了这个方法，双方在城里展开追逐。她在飞机的顶部击败两人，拿到她们的心心，之后来到一处沙漠。她开着一辆车（战车）穿行在午夜，遇到隐者64，一位戴着虚拟现实眼镜的敌人。女主角穿行在虚拟现实世界（世界）中，拿到困在里面的心心。
女主角召唤一艘大船（星星），航行在大海中，来到一个黑暗、阴雨绵绵的城市。她遇到手持镰刀、戴着骷髅面具的敌人小死神。小死神招来几个会飞的骷髅头（倒吊人）跟着女主角，女主角召唤一把弓（节制）将它们全数击落，躲避一路上的电力障碍（太阳），最终击败小死神。然而小死神的心心碎片重新组成强大的大怪物，女主角乘胜追击，把它打败，最终变回原来的小女生。她发现，自己打败的所有敌人，其实都是自己，于是又回到过去，想再次打败了他们。然而，女主角没有急着打败他们，而是给他们一个吻。神圣的阿尔克那告诉这位女生，她恢复了她们世界的和平，并和她道别。她骑着滑板回到自己的世界中，抵达时已经稍微长大了一点，但正享受自己的人生。

## 开发
在《再见狂野之心》之前，Simogo已经开发了多部剧情向手机游戏，包括《长路漫漫》和《Device 6》。据工作室总监西蒙·弗莱瑟表示，他们希望打造了一款“稍微超乎人类想象的作品”，便开始头脑风暴。早期构思阶段草图出现的戴着1950年代泰迪女孩风格面具的女性形象，最终变成了驾驶塔罗牌风格摩托车驰骋于幻想空间的体验。开发团队最初打算在游戏中使用冲浪音乐，在后来开发游戏原型时，采用了一份流行音乐歌单，弗莱瑟认为这些音乐创下他们想给游戏奠定的基调。游戏配乐受希雅、Chvrches和卡莉·蕾·杰普森等艺人作品的影响，由丹尼尔·奥尔森创作，琳尼阿·奥尔松演唱。除大部分原创曲目外，配乐还融入了德彪西《貝加馬斯克組曲》选段。
游戏的控制是Simogo最为看重的部分，他们大体上的理念是希望这款游戏能得到不怎么玩游戏的人青睐。他们回溯了经典的街机游戏，认为他们的控制方案应该采用简单的玩法元素，即让玩家仅通过摇杆或触摸屏控制角色，用一个按键执行跳跃或格斗招式等动作。针对后者的按键机制，他们认为这种方案可以使游戏利用界面上的指示器，让玩家知道这时这些动作的时机，在部分关卡中呈现各种预先编排的战斗场景。部分玩法元素为保持动作的互动性而遭缩减，而触发这些动作的按键也尽可能简单。

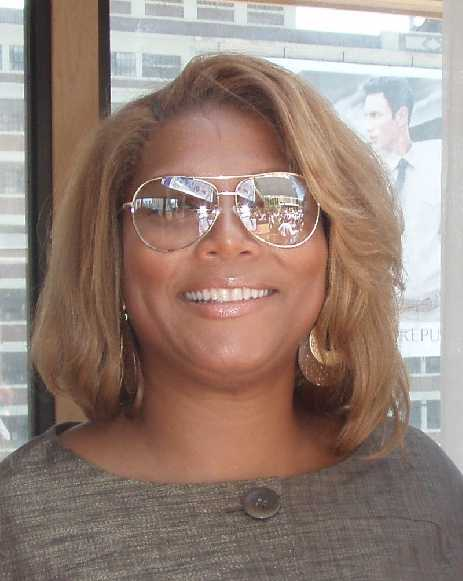
拉蒂法女皇在开发最后期加入，担任旁白

Simogo在游戏每一关中采用尝试了不同的玩法概念。他们不把这款游戏当作平台游戏，而是参考了《罪与罚 ～地球的继承者～》、《太空哈利》和《星际火狐》等混合采用动作和设计控制的清版射击游戏。《瓦里奥》系列、《超越》和《押忍！戰鬥！應援團》也是这些关卡的灵感来源。最初，游戏还包括一些以第三人称视角呈现的解谜关卡，后来考虑到这些内容会拖慢游戏，团队将其删除。类似地，让玩家按照特定顺序射击目标的机制也被认为损害游戏节奏。为了保持操作的简单，许多初期概念被删减或重制。最终，他们希望游戏像音乐专辑一样呈现，按次序展现歌曲和关卡，讲述背后的故事，事后可以单独或乱序游玩，不会损坏体验。
开发工作于2015年启动，历时四年。开发中途，安纳布尔纳互动就发行支持工作和Simogo方接触，在对方的资助下，他们另外聘请两位程序员完成开发。弗莱瑟提到，安纳布尔纳严格执行开发周期安排，确保每项工作如此完成。开发工作临近结束的时候，弗莱瑟向安纳布尔纳表露了一个想法，希望有意想不到的人读出故事的大概内容。被问到人选时，弗莱瑟讲出拉蒂法女皇的名字，但安纳布尔纳没有认真考虑这项请求。结果几个礼拜后，离游戏发行还有一个月，安纳布尔纳就让拉法蒂女皇为游戏录制配音，这让弗莱瑟非常意外。
游戏于2018年游戏大奖上首次公布，计划登陆任天堂Switch及其他平台。后来游戏确认登陆PlayStation 4平台，还将作为MacOS和iOS平台游戏订阅服务Apple Arcade的首批作品。游戏于2019年12月12日登陆Microsoft Windows平台，2020年2月25日上线Xbox One。
iam8bit于2020年初发行了用于任天堂Switch和PlayStation 4的限量实体版，以及两碟装的原声带黑胶唱片。国际实体版则于2020年9月29日登陆Switch和PlayStation 4。

## 评价
| 汇总媒体   | 得分                                            |
| ---------- | ----------------------------------------------- |
| Metacritic | iOS：88/100 NS：84/100 PS4：84/100 XONE：85/100 |

| 媒体            | 得分   |
| --------------- | ------ |
| Destructoid     | 8/10   |
| Edge            | 9/10   |
| Game Informer   | 7/10   |
| Game Revolution | 4.5/5  |
| GameSpot        | 6/10   |
| IGN             | 7.9/10 |
| TouchArcade     | [ 24 ] |
| USGamer         | 4/5    |

据汇总媒体Metacritic，游戏获“普遍好评”，其中画风和原声带获普遍认可。
游戏的配乐获得普遍认可。《PlayStation Universe》认为配乐“非常突出”，是2019年最佳游戏原声带。《Edge》表示歌曲《Mine》听起来像“平行宇宙的榜单热歌”，而《The World We Knew》是一首“叹为观止的民谣”。
《Vice》的妮可·克拉克（Nicole Clark）表示，游戏的结尾有别于常见的虚构英雄旅程：“你没有变成面具（英雄），而是放弃英雄形象。你没有变成耳目一新、坚不可摧的人，而是学会了自我认可。”

### 奖项
| 大奖                         | 日期           | 奖项                             | 结果 | 参考          |
| ---------------------------- | -------------- | -------------------------------- | ---- | ------------- |
| 游戏评论家奖                 | 2019年6月27日  | 最佳独立游戏                     | 提名 | [ 32 ]        |
| 金摇杆奖                     | 2019年11月16日 | 最佳视觉设计                     | 提名 | [ 33 ]        |
| 金摇杆奖                     | 2019年11月16日 | 最佳独立游戏                     | 提名 | [ 33 ]        |
| 娛樂與嚴肅遊戲節             | 2019年12月9日  | 最佳原声带                       | 提名 | [ 34 ]        |
| 游戏大奖                     | 2019年12月12日 | 最佳艺术指导                     | 提名 | [ 35 ]        |
| 游戏大奖                     | 2019年12月12日 | 最佳配乐/音乐                    | 提名 | [ 35 ]        |
| 游戏大奖                     | 2019年12月12日 | 最佳移动端游戏                   | 提名 | [ 35 ]        |
| 纽约游戏奖                   | 2020年1月21日  | 最佳游戏端游戏                   | 獲獎 | [ 36 ] [ 37 ] |
| 纽约游戏奖                   | 2020年1月21日  | 最佳独立游戏                     | 提名 | [ 36 ] [ 37 ] |
| 纽约游戏奖                   | 2020年1月21日  | 最佳游戏配乐                     | 獲獎 | [ 36 ] [ 37 ] |
| 《Pocket Gamer》移动端游戏奖 | 2020年1月21日  | 年度游戏                         | 提名 | [ 38 ]        |
| 《Pocket Gamer》移动端游戏奖 | 2020年1月21日  | 最佳音频/视觉成就                | 提名 | [ 38 ]        |
| 音乐指导协会奖               | 2020年2月6日   | 最佳游戏音乐指导 - 丹尼尔·奥尔森 | 提名 | [ 39 ]        |
| D.I.C.E.奖                   | 2020年2月13日  | 杰出独立游戏奖                   | 提名 | [ 40 ] [ 41 ] |
| D.I.C.E.奖                   | 2020年2月13日  | 杰出声音设计奖                   | 提名 | [ 40 ] [ 41 ] |
| D.I.C.E.奖                   | 2020年2月13日  | 年度移动端游戏                   | 獲獎 | [ 40 ] [ 41 ] |
| NAVGTR奖                     | 2020年2月24日  | 当代风格作品艺术指导奖           | 提名 | [ 42 ]        |
| NAVGTR奖                     | 2020年2月24日  | 游戏引擎最佳运镜                 | 提名 | [ 42 ]        |
| NAVGTR奖                     | 2020年2月24日  | 最佳游戏音乐或表演奖             | 提名 | [ 42 ]        |
| NAVGTR奖                     | 2020年2月24日  | 最佳音乐选择奖                   | 提名 | [ 42 ]        |
| 2020年飞马座奖               | 2020年3月9日   | 最佳国际移动端游戏               | 獲獎 | [ 43 ] [ 44 ] |
| 游戏开发者选择奖             | 2020年3月18日  | 最佳音频                         | 提名 | [ 45 ]        |
| 游戏开发者选择奖             | 2020年3月18日  | 最佳视觉                         | 提名 | [ 45 ]        |
| 游戏开发者选择奖             | 2020年3月18日  | 最佳移动端游戏                   | 提名 | [ 45 ]        |
| 西南偏南游戏奖               | 2020年3月24日  | 年度移动端游戏                   | 提名 | [ 48 ]        |
| 西南偏南游戏奖               | 2020年3月24日  | 杰出美术奖                       | 提名 | [ 48 ]        |
| 西南偏南游戏奖               | 2020年3月24日  | 杰出配乐                         | 提名 | [ 48 ]        |
| 英国学院游戏奖               | 2020年4月2日   | 动画奖                           | 提名 | [ 49 ] [ 50 ] |
| 英国学院游戏奖               | 2020年4月2日   | 艺术成就奖                       | 獲獎 | [ 49 ] [ 50 ] |
| 威比奖                       | 2020年5月19日  | 最佳美术指导                     | 提名 | [ 51 ]        |
| 威比奖                       | 2020年5月19日  | 最佳游戏设计                     | 獲獎 | [ 51 ]        |
| 威比奖                       | 2020年5月19日  | 最佳音乐/声音设计                | 提名 | [ 51 ]        |
| 苹果设计大奖                 | 2020年6月29日  | 杰出设计与创新                   | 獲獎 | [ 52 ]        |

游戏还获《Eurogamer》、《Polygon》、《Edge》和《Salon.com》等游戏杂志和网站提名年度游戏。另外，《Edge》杂志授予游戏2019年年度最佳视觉设计奖及最佳音频设计提名。游戏还获苹果公司“Apple Arcade年度游戏”奖。